# الیزابت ایباررا
الیزابت ایباررا (انگلیسی: Elisabeth Ibarra؛ زادهٔ ۲۹ ژوئن ۱۹۸۱) بازیکن فوتبال اهل اسپانیا است.
از باشگاه‌هایی که در آن بازی کرده‌است می‌توان به باشگاه فوتبال اتلتیک بیلبائو اشاره کرد.
وی همچنین در تیم‌های ملی فوتبال زنان اسپانیا و Basque Country women's national football team بازی کرده‌است.